# Jacques de Belleville
Jacques de Montmorency, sieur de Belleville (mort vers 1650) est un violoniste, luthiste, maître de ballet et compositeur français

## Biographie
Il est un des maîtres à danser de Louis XIII avec Nicolas Dugap, Jacques Cordier dit Bocan et Pierre Beauchamp.
Il se marie le 27 mai 1637 avec Antoinette Guibourg, la veuve du peintre et costumier de théâtre Daniel Rabel.

## Œuvres
Il est connu surtout pour les grands ballets dont il a écrit la musique, et organisé les chorégraphies, à la cour de Louis XIII, entre 1615 et 1632, dont :
- Ballet des petits Mores, 1615
- Ballet de la délivrance de Renaud (1617)(les récits sont de Pierre Guédron)
- Ballet de Tancrède, 1619
- Ballet de Psyché, 1620
- Ballet des Fées de la Forêt de Saint-Germain, 1625 (les récits sont d'Antoine Boësset)
- Ballet du château de Bicêtre, 1632

On a aussi de lui des suites d'orchestre, et des arrangements pour tablature de luth publiés dans le recueil Airs de différents auteurs mis en tablature sur des accords nouveaux, Paris, 1631.